# Maureen McGovern
Maureen Therese McGovern (Youngstown, 27 juli 1949) is een Amerikaanse zangeres en Broadway-actrice.

## Jeugd
Maureen McGovern was de dochter van James Terrence McGovern en May Rita Welsh. Haar voorouders kwamen uit Ierland. Als kind luisterde ze naar het zangkwartet van haar vader, die in hun huis repeteerden. Ze begon te zingen op 3-jarige leeftijd en wilde zichzelf soms in slaap zingen met dingen die ze hoorde op de radio. Op 8-jarige leeftijd besloot ze om een professionele zangeres te worden. Ze werd beïnvloed door Barbra Streisand en Dionne Warwick. 

## Carrière

### De jaren 1970
Na voltooiing van haar studie aan de Boardman High School in 1967, werkte ze als secretaresse en trad ze parttime op als zangeres bij de plaatselijke folkband Sweet Rain. Haar gezang werd in 1972 opgemerkt door Russ Regan, de toenmalige baas van 20th Century Fox, toen hij een demo hoorde met haar opname. Regan zocht een zangeres om The Morning After op te nemen, de themasong van The Poseidon Adventure, om als plaat uit te brengen. Hij huurde McGovern in om de plaat op te nemen, hetgeen uitmondde in een contract bij 20th Century Fox. Nadat ze een Oscar had gewonnen voor de «Best Original Song», scoorde The Morning After zeer goed in de populaire muziekhitlijsten met de toppositie in 1973. Er werden meer dan een miljoen exemplaren van verkocht en ze werd in augustus 1973 door de RIAA onderscheiden met een gouden plaat. Volgend op het succes van The Morning After kreeg ze een Grammy Award-nominatie in 1974 voor «Best New Artist».
Gedurende 1974 nam ze twee filmthema's op: We May Never Love Like This Again van de rampenfilm The Towering Inferno, waarin ze een kort optreden had en Wherever Love Takes Me van de Britse rampenfilm Gold. De eerste won een Oscar, ondanks dat het slechts een bescheiden tophit werd, en de laatste kreeg een Oscar-nominatie.
In 1976 nam ze haar coverversie van Continental op, het allereerste Oscar-winnende nummer voor de «Best Original Song». Het leidde tot haar enige hit in de Britse singlehitlijst (#16).
McGoverns contract bij 20th Century Fox eindigde in 1976. Haar carrière en financiën kwamen in een neerwaartse spiraal terecht. Tijdens een interview bij BBCs Woman's Hour in mei 2009 verklaarde ze dat buitensporig hoge ingediende honoraria door haar manager (40%), samen met een volledig salaris voor haar band, ongeacht of ze optrad of niet, de oorzaak waren van haar hachelijke financiële situatie. Klaar om haar leven weer op de rails te zetten, verhuisde ze naar Marina del Rey en ze nam een baan als secretaresse aan onder de valse naam Glenda Schwarz. Desondanks werd ze steeds meer gevraagd voor internationale live-concerten. Haar carrière boekte vooruitgang, toen ze werd gevraagd om een versie van Can You Read My Mind, het love-thema uit Superman (1978) op te nemen, dat niet was opgenomen voor de film. De single werd een bescheiden succes in de pophitlijst. Op het eind van het decennium nam McGovern Different Worlds op, het thema van de ABC-tv-sitcom Angie. De song, haar enige andere top 40-popsingle behalve The Morning After, plaatste zich in 1979 in de Billboard Hot 100 (#18) en de Adult Contemporary–hitlijst (#1).

### De jaren 1980
Gedurende 1980 had McGovern een kort optreden als Sister Angelina, de zingende non, in de komische rampenfilm Airplane!. Midden jaren 1980 keerde ze langzaamaan terug in de muziek en werkte ze mee aan songs voor musical-soundtracks en opnamen voor Various Artists-compilaties. Ze begon ook weer te toeren en op te treden tijdens concerten en begon zichzelf waar te maken als nachtclub- en cabaret vertolkster. Vanaf 1987 bracht ze drie albums uit voor CBS Records in drie jaar tijd: Another Woman in Love (een stem/piano album), State of the Heart (een volledig instrumentaal album) en Naughty Baby. In 1989 had ze haar eerste concert in de Carnegie Hall in New York, waarbij ze een collectie songs zong van George Gershwin.

### De jaren 1990
Van de jaren 1990 tot in de 21e eeuw ging McGovern verder met haar carrière in musicaltheaters, concertoptredens en het opnemen van albums. Ze had af en toe gastoptredens op televisie. Andere opnamen als Baby I'm Yours (1992), een collectie van haar favoriete songs van 1955 tot 1970, en Out of This World (1996), een collectie songs door Harold Arlen. Ze werd twee keer genomineerd voor een Grammy Award voor haar albums The Music Never Ends (1997), een collectie songs door Alan & Marilyn Bergman en The Pleasure of His Company (1998), een ander stem/piano-album.

### De jaren 2000
In 2003 werden Out of This World (+ twee bonusnummers) en The Music Never Ends (+ drie bonusnummers)  heruitgebracht door Fynsworth Alley Records.
In 2005 keerde McGovern terug op het podium in Broadway in de muzikale aanpassing van Little Women van Louisa May Alcott. Dit eindigde snel met negatieve recensies, maar McGovern herhaalde haar rol tijdens de succesvolle daaropvolgende landelijke tournee. Ze trad verder op tijdens concerten als vedette en als gast met symfonieorkesten door het hele land. Haar nieuwe cd A Long and Winding Road bij PS Classics werd geprezen door singer-songwriters uit de jaren 1960, waaronder Paul Simon, Joni Mitchell, John Lennon, Paul McCartney en Randy Newman. Ze gaf een concert, gebaseerd op het materiaal in de Metropolitan Room in New York, de Rrazz Room in San Francisco en toerde daarmee gedurende de volgende paar jaren.
McGovern vervolgde haar werk met de Muscular Dystrophy Association, waar ze jaarlijks optrad bij de Jerry Lewis MDA Telethons gedurende 2014. Ze maakte met Philip Himberg de one-woman biografische musical Carry It On, waarvan de première plaatsvond in het Geva Theatre Center van 12 oktober tot 14 november 2010. In 2012 werd ze genoemd als gastster met The Fabulous Palm Springs Follies in het Plaza Theatre in Palm Springs. McGovern werd ingepland voor het North Coast Men's Chorus 30e verjaardagsconcert op 24 maart 2018 in het KeyBank State Theatre in Cleveland.

### Als actrice
Begin jaren 1980 beëindigde ze het zingen van filmthema's om een carrière te beginnen op Broadway, alhoewel ze geen enkele acteerervaring had. Gedurende 1981 maakte ze haar debuut als Mabel in een heropvoering van de musical The Pirates of Penzance van Gilbert en Sullivan, overgenomen door de populaire jaren 1970-zangeres Linda Ronstadt. Ze trad daarna op in twee producties met de Pittsburgh Civic Light Opera: The Sound of Music (1981 als Maria) en South Pacific (1982 als Nellie Forbush). Ze ging in 1982 terug naar Broadway om Karen Akers te vervangen in Nine naast Raul Julia. Ze ging verder met haar theatercarrière gedurende de jaren 1980 en bekleedde de rol van Mary in de Off-Broadway-productie van Brownstone (1985). In 2005 speelde ze de rol van Marmee in Little Women The Musical. McGovern gaf haar stem aan de figuur Rachel in de geanimeerde film Joseph:King of Dreams.

## Discografie

### Singles
- 1973:	The Morning After (Oscar-winnaar; opgenomen in 1972)
- 1973: I Won't Last a Day Without You
- 1974:	Nice to Be Around (Oscar-nominatie)
- 1974: Give Me a Reason to Be Gone
- 1974: We May Never Love Like This Again (Oscar-winnaar)
- 1975:	Even Better Than I Know Myself
- 1975: Love Songs Are Getting Harder to Sing
- 1976:	The Continental (Oscar-winnaar in 1934)
- 1978: Can You Read My Mind
- 1978: Very Special Love
- 1979: Different Worlds
- 1979: Can't Take My Eyes Off You
- 1980:	We Could Have It All
- 1980: Bottom Line
- 1981:	Halfway Home
- 1987:	I Could Have Been a Sailor
- 1988:	The Same Moon
- 1992:	You Belong To Me
- 1996:	Any Place I Hang My Hat Is Home

### Studio-albums
- 1973: The Morning After
- 1974: Nice to Be Around
- 1975: Academy Award Performance
- 1979: Maureen McGovern
- 1987: Another Woman in Love
- 1988: State of the Heart
- 1990: Christmas With Maureen McGovern
- 1992: Baby I'm Yours
- 1996: Out of This World (heruitgebracht in 2003 met twee bonus tracks)
- 1997: The Music Never Ends (heruitgebracht in 2003 met drie bonus tracks)
- 1998: The Pleasure of His Company
- 2003: Works of Heart
- 2008: A Long and Winding Road
- 2016: You Raise Me Up: A Spiritual Journey

### Live-albums
- 1989: Naughty Baby

### Compilaties
- 1990: Greatest Hits
- 2005: 20th Century Masters – The Millennium Collection: The Best of Maureen McGovern

### NPO Radio 2 Top 2000
| Nummer met noteringen in de NPO Radio 2 Top 2000 | '99  | '00  |
| ------------------------------------------------ | ---- | ---- |
| The Morning After                                | 1778 | 1804 |

1. ↑  Een vetgedrukt getal geeft de hoogste notering aan.
2. ↑  Deze tabel is bijgewerkt tot en met de laatste editie (2024).

- Bibsys: 44890
- Biblioteca Nacional de España: XX1756789
- Bibliothèque nationale de France: cb142056018 (data)
- Gemeinsame Normdatei: 134451376
- International Standard Name Identifier: 0000 0001 1662 4019
- Library of Congress Control Number: n86001642
- Nationale Bibliotheek van Letland: 000070234
- MusicBrainz: db3ed2cd-ede2-472e-ae20-b4aeae16e5f8
- Nationale Bibliotheek van Israël: 987007456321105171
- Nationale Bibliotheek van Polen: a0000003539904
- SNAC: w6cw6vrp
- Virtual International Authority File: 66676719
- WorldCat: E39PBJvxxXqYtkBPWcVwTVJFKd